# Drechmeria gunni
Drechmeria gunni (Berk.) Spatafora, Kepler & Quandt – gatunek grzybów z rodziny buławinkowatych (Clavipitaceae). Występuje w Australii.

## Systematyka i nazewnictwo
Pozycja w klasyfikacji według Index Fungorum: Drechmeria, Clavicipitaceae, Hypocreales, Hypocreomycetidae, Sordariomycetes, Pezizomycotina, Ascomycota, Fungi.
Po raz pierwszy takson ten zdiagnozował w roku 1848 Miles Joseph Berkeley nadając mu nazwę Sphaeria gunni. Ten sam autor w roku 1859 nadał mu nową nazwę, przenosząc go do rodzaju Cordyceps. W 2015 r. Spatafora, Kepler i Quandt zaklasyfikowali go do innej rodziny i nadali mu obecną nazwę.
Synonimy:
- Cordyceps gunnii (Berk.) Berk. (1859
- Cordyceps gunnii (Berk.) Berk. 1859 var. gunnii
- Sphaeria gunnii Berk. 1848)

## Morfologia
Owocnik jest buławkowaty, 10–20 cm wysokości, oliwkowozielonej barwy; wyrasta z zagłębionej w ziemi gąsienicy motyla.

## Znaczenie
Pasożytuje na larwach i poczwarkach ciem, najczęściej Acacia spp.